# 메틸기

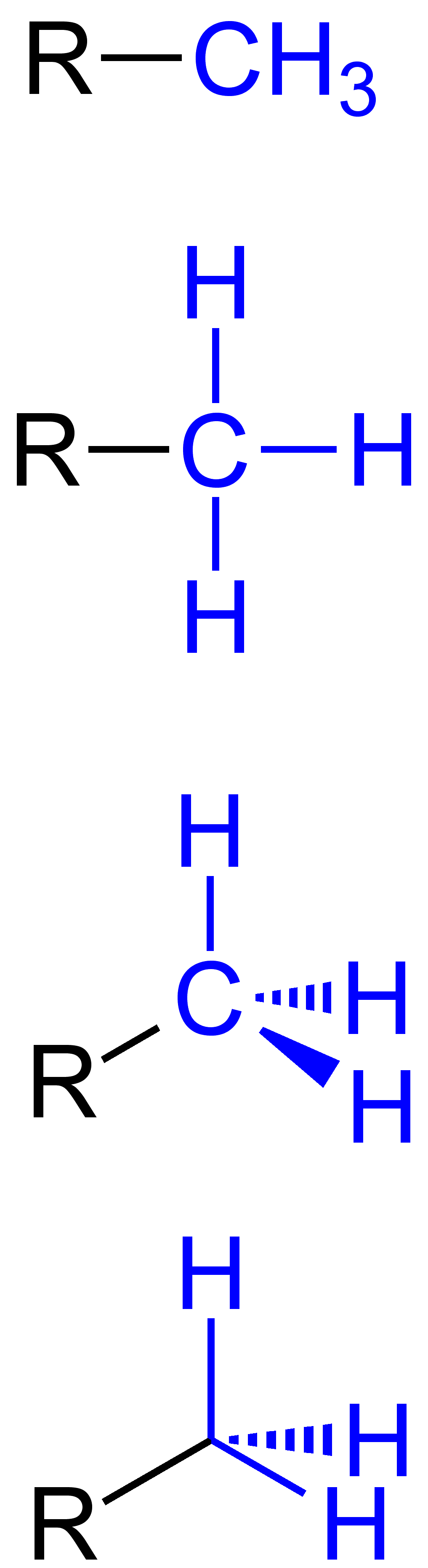
메틸기를 나타내는 다양한 방법(파란색으로 강조 표시됨)

메틸기(영어: methyl group)는 유기화학에서 메테인으로부터 유도된 알킬기로, 1개의 탄소 원자에 3개의 수소 원자가 결합되어 있으며, 화학식은 −CH
3이다. 화학식에서 메틸기는 보통 Me로 축약되기도 한다. 이 탄화수소 작용기는 많은 유기 화합물에서 생성된다. 메틸기는 대부분의 분자에서 매우 안정적인 작용기이다. 메틸기는 일반적으로 단일 공유 결합(−CH
3)에 의해 분자의 나머지 부분과 결합된 부분이지만, 자체적으로 3가지 형태(메타나이드 음이온(CH−
3), 메틸륨 양이온(CH+
3), 메틸 라디칼(CH•
3)) 중 한 가지 형태로 발견될 수도 있다. 원자가 전자가 음이온은 8개, 라디칼은 7개, 양이온은 6개이다. 이들 3가지 형태 모두 반응성이 높으며 거의 관찰되지 않는다.

## 메틸 양이온, 음이온 및 라디칼

### 메틸 양이온
메틸륨 양이온(CH+
3)은 기체 상태로 존재하지만 그렇지 않으면 생성되지 않는다. 일부 화합물은 CH+
3 양이온의 공급원으로 간주되며, 이러한 단순화는 유기화학에서 널리 사용된다. 예를 들어 메탄올의 양성자화는 다음과 같이 SN2 경로에 의해 반응하는 친전자성 메틸화제를 생성한다.
CH
3OH + H+
 → [CH
3OH
2]+

유사하게, 아이오딘화 메틸과 트라이플레이트 메틸은 약한 친핵체에 의해 쉽게 SN2 반응을 일으키기 때문에 메틸 양이온과 동등한 것으로 간주된다.

### 메틸 음이온
메타나이드 음이온(CH−
3)은 희박한 기체 상태 또는 색다른 조건에서만 존재한다. 메타나이드 음이온은 낮은 압력(1 토르 미만) 하의 케텐에서 전기 방전에 의해 생성될 수 있으며, 반응 엔탈피는 252.2±3.3 kJ/mol로 결정된다. 메타나이드 음이온은 강력한 초강염기로 일산화 리튬 음이온(LiO−
)과 다이에티닐벤젠 이음이온 정도만이 더 강한 염기로 알려져 있다.
유기 반응의 메커니즘을 논의할 때 메틸 리튬 및 관련 그리냐르 시약은 보통 CH−
3의 염으로 간주된다. 모델이 설명과 분석에 유용할 수 있지만 이는 유용한 허구일 뿐이다. 이러한 시약은 일반적으로 메틸 할라이드로부터 제조된다.
2 M + CH
3X → MCH
3 + MX
여기서 M은 알칼리 금속이다.

### 메틸 라디칼
메틸 라디칼의 화학식은 CH•
3이다. 메틸 라디칼은 묽은 가스에 존재하지만 더 농축된 형태에서는 쉽게 에테인으로 이합체화된다. 메틸 라디칼은 특정 화합물, 특히 –N=N– 연결을 가지고 있는 화합물의 열분해에 의해 생성될 수 있다.

## 반응성
메틸기의 반응성은 인접한 치환기에 따라 달라진다. 메틸기는 반응성이 매우 낮을 수 있다. 예를 들어 유기 화합물에서 메틸기는 가장 강한 산의 공격에도 저항한다.

### 산화
메틸기의 산화는 자연과 산업에서 광범위하게 일어난다. 메틸기로부터 유도된 산화 생성물은 –CH
2OH, –CHO, –COOH이다. 예를 들어 과망가니즈산염은 종종 메틸기를 카복실기(–COOH)로 전환(예: 톨루엔을 벤조산으로 전환)한다. 궁극적으로 메틸기의 산화는 연소에서 볼 수 있듯이 양성자와 이산화 탄소를 생성한다.

### 메틸화
메틸화(분자에 메틸기를 도입하는 화학적 과정)는 일반적인 과정이며, 이러한 반응을 유도하는 시약을 메틸화제라고 한다. 일반적인 메틸화제는 황산 다이메틸, 아이오딘화 메틸, 트라이플루오로메테인설폰산 메틸이다. 천연 가스의 원천인 메테인생성은 탈메틸화 반응을 통해 일어난다. 유비퀴틴 및 인산화와 함께 메틸화는 단백질의 기능을 변경하는 주요 생화학적 과정이다.

### 탈양성자화
특정 메틸기는 탈양성자화될 수 있다. 예를 들어 아세톤((CH
3)
2CO)의 메틸기의 산성도는 메테인에 비해 약 1020배 더 산성이다. 생성된 탄소 음이온은 유기 합성 및 생합성의 많은 반응에서 핵심적인 중간생성물이다. 지방산은 이런 방식으로 생성된다.

### 자유 라디칼 반응
벤질 또는 알릴 위치에 배치되면 C–H 결합의 강도가 감소하고 메틸기의 반응성이 증가한다. 이 향상된 반응성의 한 가지 징후는 염화 벤질을 생성하는 톨루엔 내 메틸기의 광화학적 염소화이다.

## 카이랄 메틸
하나의 수소가 중수소(D)로 대체되고 다른 수소가 삼중수소(T)로 대체되는 특수한 경우에 메틸 치환기는 카이랄이 된다. 광학적으로 순수한 메틸 화합물, 예를 들어 카이랄 아세트산(CHDTCO
2H)을 생성하는 방법이 존재한다. 카이랄 메틸기의 사용을 통해 여러 생화학적 변형의 입체화학적 과정이 분석되었다.

## 회전
메틸기는 R–C 축을 중심으로 회전할 수 있다. 이것은 기체상의 염화 메틸(CH
3Cl)과 같은 가장 단순한 경우에만 자유롭게 회전한다. 대부분의 분자에서 나머지 부분인 R은 R–C 축의 C∞ 대칭을 깨고 세 양성자의 자유 운동을 제한하는 전위 V(φ)를 생성한다. 에테인(CH
3CH
3)의 모델 사례의 경우 에테인 장벽이라는 이름으로 논의된다. 응축상에서는 인접 분자도 전위에 기여한다. 준탄성 중성자 산란을 사용하여 메틸기의 회전을 실험적으로 연구할 수 있다.

## 어원
프랑스의 화학자 장바티스트 뒤마와 외젠멜키오르 펠리고는 메탄올의 화학 구조를 결정한 후, "나무로부터 만들어진 알코올"이라는 기원을 강조하기 위해 "포도주(wine)"를 의미하는 그리스어 "methy"와 "목재, 나무 조각"을 의마하는 그리스어 "hȳlē"로부터 "메틸렌(methylene)"이라는 용어를 도입했다. "메틸(methyl)"이라는 용어는 1840년경에 "메틸렌(methylene)"으로부터 역으로 파생되었으며, "메틸 알코올"(1892년부터 "메탄올"이라고 불림)을 설명하는 데 적용되었다.
메틸은 단일 탄소의 존재를 나타내기 위해 접두사 "메ㅌ-(meth-)"를 사용하는 알케인(또는 알킬) 분자에 대한 유기화학의 IUPAC 명명법이다.

## 같이 보기
- 알킬기
- 에틸기
- 메테인
- S-아데노실메티오닌